# 1928년 하계 올림픽 네덜란드 선수단
1928년 하계 올림픽 네덜란드 선수단은 네덜란드 암스테르담에서 개최된 1928년 하계 올림픽에 참가한 네덜란드 선수단이다.